# Julius Kornbeck
Julius Kornbeck (né le 21 juillet 1839 à Winnenden, mort le 3 mai 1920 à Oberensingen) est un peintre allemand.

## Biographie
Hermann Julius Kornbeck est le fils de Johann Franz Wilhelm Kornbeck, haut fonctionnaire. Après avoir été à l'école latine de Marbach et l'université de Stuttgart, Kornbeck devient architecte selon la volonté de son père et trouve un emploi dans le bureau du maître d'œuvre Morlock.
À 25 ans, il se consacre à la peinture et suit en 1864-1865 la classe de peinture paysagiste de Heinrich Funk à l'académie d'État des beaux-arts de Stuttgart (de). Il fait dès lors sa première grande peinture, la vue du village de Baach. De 1866 à 1869, il étudie à Munich et devient ami avec Anton Braith. Il poursuit à Düsseldorf de 1869 à 1873. Il fait la connaissance de Josefine Mittler qu'il épouse en 1872. Il s'installe à Oberensingen en 1887 et y vit jusqu'à sa mort.